# Saison 14 de Section de recherches
 (avril 2020).
Si vous disposez d'ouvrages ou d'articles de référence ou si vous connaissez des sites web de qualité traitant du thème abordé ici, merci de compléter l'article en donnant les références utiles à sa vérifiabilité et en les liant à la section « Notes et références ».
Chronologie
Saison 13 Saison 15
Cet article présente les épisodes de la quatorzième saison de la série télévisée Section de recherches.

## Distribution

### La brigade
- Xavier Deluc : commandant Martin Bernier, chef de groupe
- Fabienne Carat : commandant Jeanne Lorieux
- Élise Tielrooy : capitaine Ariel Grimaud, responsable du TIC
- Franck Sémonin : lieutenant Lucas Auriol
- Honorine Magnier : lieutenant Rose Orsini (épisode 1)
- Félicité Chaton : adjudant Victoire Cabral, dite « Vicky »
- Stéphane Soo Mongo : adjudant Alexandre Sainte-Rose, dit « Alex »

### Récurrents
- Mélanie Maudran : Sandrine, colocataire de Jeanne Lorieux (épisodes 2-8)
- Élias Hauter : Louis, fils de Martin Bernier (épisodes 1-3)
- Nicolas Van Beveren : Nathan Casanova, frère de Sara et père du bébé de Rose Orsini (épisode 1)
- Tristan Zanchi : Oscar Grimaud, fils d'Ariel Grimaud (épisodes 2-3)

### Invités (crossover avecAlice Neversépisodes 7-8)
- Marine Delterme : la Procureure adjointe Alice Nevers
- Jean-Michel Tinivelli : Commandant Fred Marquand
- Guillaume Carcaud : Victor Lemonnier, Assistant de la Procureure adjointe
- Gary Mihaileanu : Lieutenant Djbril Kadiri
- Loïc Legendre : Jérôme Ravalec, médecin légiste

## Liste des épisodes

### Épisode 1:Mémoire trouble
- Belgique : 28 mars 2020 sur La Une
- Suisse : 25 avril 2020 sur RTS Un
- France : 28 janvier 2021 sur TF1

- France : 6,01 millions de téléspectateurs (25,4 % de PDA)[1]

- Priam Rodriguez : Elliot
- Céline Cuignet : Commandante de Bord Charlène Barrier
- Pierre-Yves Bon : Alexandre Barrier
- Julien Rastel : Geoffrey Barrier
- Mathis Nicolle : Rodolphe Barrier
- Christophe Grundmann : Constantin Bouix
- Yann de Monterno : Le Ministre

- Mort du Lieutenant Rose Orsini (interprétée par Honorine Magnier).
- Arrivée du Commandant Jeanne Lorieux (interprétée par Fabienne Carat).
- Le Capitaine Martin Bernier est promu Commandant.

### Épisode 2:Jeux mortels
- Belgique : 4 avril 2020 sur La Une
- Suisse : 25 avril 2020 sur RTS Un
- France : 4 février 2021 sur TF1

- France : 5,75 millions de téléspectateurs (23,6 % de PDA)[2]

- Marguerite Dabrin : Cécile Adam
- Slimane-Baptiste Berhoun : Vincent Valette
- Anne-Laure Gruet : Alexia Kerr
- Philippe de Monts : Boris Fachner
- Pierre Rousselet : Thibaut Trésaure
- Ysée Laguillonie : Bettina Trésaure
- Didier Dupuis : Le moine

Dans cet épisode, l'adjudant Cabral (Vicky) se rend pour la première fois sur le terrain, en remplacement du lieutenant Orsini (Rose). C'est aussi la première apparition de Sandrine (interprétée par Mélanie Maudran), colocataire de Jeanne Lorieux.

### Épisode 3:Comportement à risque
- Belgique : 11 avril 2020 sur La Une
- Suisse : 2 mai 2020 sur RTS Un
- France : 11 février 2021 sur TF1

- Lucia Passaniti : Vanessa Pelletier
- Alice Daubelcour : Lucie Madeck
- Gabrielle Chabot : Camille Cros
- Pascal Gautier : Stéphane Millet
- Benoît Blanc : Romain Servat
- Pierre Hurel : Mathias Perretti

### Épisode 4:Réalités virtuelles
- Belgique : 18 avril 2020 sur La Une
- Suisse : 2 mai 2020 sur RTS Un
- France : 18 février 2021 sur TF1

- François Nambot : Thomas Lemoine
- Deborah Krey : Lisa Morelli
- Anne Bouvier : Patricia Blanchard
- Thibaut Marion : Sacha Blanchard
- Éric Herson-Macarel : Philippe Lemoine
- Esther Van Den Driessche : Garance Verdier

### Épisode 5:Expérience interdite
- Belgique : 25 avril 2020 sur La Une
- Suisse : 9 mai 2020 sur RTS Un
- France : 25 février 2021 sur TF1

- Laurent Gamelon : Docteur Richard Amyot
- Fanny Outeiro : Docteur Katia Tesson
- Julien Girbig : Loïc Le Gall
- Rudy Milstein : Arnaud Mezzara
- Gaëlle Gauthier : Mélanie Carnot
- Moussa Sylla : Christophe Joulin
- Caroline Fostinelli : La réceptionniste
- Keyvan Khojandi : Stéphane Peyon

### Épisode 6:Double faute
- Belgique : 2 mai 2020 sur La Une
- Suisse : 9 mai 2020 sur RTS Un
- France : 4 mars 2021 sur TF1

- Nicolas Wanczycki : Patrick Bells
- Béatrice Rosen : Virginie Bells
- Yvan Naubron : François Ringy
- Stéphane Giletta : Olivier Klimt
- Yanis Richard : Nicolas Klimt
- Hélie Thonnat : Florian Breton
- Cédric Appietto : Nathan Bardolo
- Marine Dusehu : Christy Breton

### Épisode 7:Par amour (1/2)
- Belgique : 23 mai 2020 sur La Une
- Suisse : 13 février 2021 sur RTS Un
- France : 11 mars 2021 sur TF1

- Marine Delterme : Alice Nevers
- Jean-Michel Tinivelli : Commandant Fred Marquand
- Guillaume Carcaud : Victor Lemonnier, assistant d'Alice Nevers
- Gary Mihaileanu : Lieutenant Djibril Kadiri
- Loïc Legendre : Jérôme Ravalec, médecin légiste
- Raphaëlle Cambray : Laurence Sauvageon
- Maud Jurez : Hélène Sauvageon
- Benjamin Baroche : Simon Sauvageon
- Maxime Coggio : Adrien Sauvageon
- Mickaël Sabbah : William Borel
- Eric Chantelauze : Hervé Delarive
- Pascale Mompez : Tiphaine
- Hugo Petitier : Jérémy

### Épisode 8:Par amour (2/2)
- Belgique : 30 mai 2020 sur La Une
- Suisse : 13 février 2021 sur RTS Un
- France : 11 mars 2021 sur TF1

- Marine Delterme : Alice Nevers
- Jean-Michel Tinivelli : Commandant Fred Marquand
- Guillaume Carcaud : Victor Lemonnier, assistant d'Alice Nevers
- Gary Mihaileanu : Lieutenant Djibril Kadiri
- Loïc Legendre : Jérôme Ravalec, médecin légiste
- Raphaëlle Cambray : Laurence Sauvageon
- Benjamin Baroche : Simon Sauvageon
- Mickaël Sabbah : William Borel